# Stina Karlsson (längdåkare)
Stina Ulrika Karlsson, född 27 april 1961 i Jörn i Skellefteå kommun, är en svensk längdskidåkare. Hon tävlade i två evenemang vid vinter-OS 1984.

## Längdskidresultat
Samtliga resultat har hämtats från International Ski Federation (FIS).

### Olympiska spelen
Vid Olympiska vinterspelen 1984 slutade hon på 31 och 32 plats i 10 kilometer respektive 20 kilometer. 